# Nouan-le-Fuzelier
Nouan-le-Fuzelier là một commune thuộc tỉnh Loir-et-Cher trong vùng Centre-Val de Loire miền trung nước Pháp.